# Christine Van Acker
Christine Van Acker, née à Lobbes, est une écrivaine belge de langue française .

## Biographie
Christine Van Acker est issue d’une famille de bateliers français, wallons et flamands. Cela expliquerait peut-être pourquoi elle navigue entre les genres, tout en en créant d’autres (poésie dramatique, gaudriole, polygraphie animale ou végétale…), dans un bercement doux-amer empreint d’audace, de rêveries, d’espièglerie, et d’érudition. Autant, elle aime jouer avec le sens des mots, autant elle se méfie et dénonce ceux qui détournent leur sens (et nos sens) à nos dépens. Cette grande oreille, comme elle aime s’appeler, réalise des documentaires, écrit des fictions qui sont diffusées sur les ondes des radios francophones. Elle anime et organise des ateliers d’écriture (dont le cycle « infuser la science et écrire » où sciences et littérature se réunissent en une association à bénéfices réciproques) ainsi que des stages de création radio (AKDT).[réf. souhaitée]
Elle fait don de ses archives aux Archives et Musée de la Littérature depuis 2022.

## Œuvres
- Domiciliés à bord, témoignages de bateliers, Éditions Quorum, Gerpinnes, Belgique,1994, 126 p.  (ISBN 2-930014-31-8)
- La Dernière Pierre, poésie, Éditions Les Carnets du Dessert de Lune, Bruxelles, Belgique, 2006, 38 p.  (ISBN 978-2-930235-89-9)
- Bateau-ciseaux, récit, gravures de Vero Vandegh, L’Esperluète Éditions, Noville-sur-Mehaigne, Belgique, 2007, 96 p.  (ISBN 978-2-930223-83-4)[2]
- Où sommes-nous ?, nouvelles, Éditions Luce Wilquin, coll. « Euphémie », Avin, Belgique,2010, 130 p.  (ISBN 978-2-88253-409-5)[3]
- N'en-à-qu'un en Très-Haute-Prudence, gaudriole,  Les éditions du Chemin de fer, Nolay, France, 2012, 57 p.  (ISBN 978-2-916130-42-2)
- La Concordance du temps, poème dramatique, gravures de Vero Vandegh, L’Esperluète Éditions, Noville-sur-Mehaigne, Belgique, 2012, 88 p.  (ISBN 978-2-35984-033-9)
- Poète à mi-temps,  Éditions Les Carnets du Dessert de Lune, Bruxelles, 2013
- Vilain crapaud cherche jolie grenouille, roman jeunesse, Éditions Mijade, coll. « Zone J »,  Namur, Belgique,2013, 146 p.  (ISBN 978-2-87423-089-9)
- Ici, nouvelles, Éditions Le Dilettante, Paris, 2014, 160 p.  (ISBN 978-2-84263-802-3)[4]
- Mon cher ami, roman, Les Déjeuners sur l’herbe, Tournai, Belgique, 2015, 146 p.  (ISBN 978-2-930433-33-2)
- Ceux que nous sommes, nouvelles, Weyrich, Neufchâteau, 2016
- La Dernière Convocation, pamphlet, Cactus Inébranlable éditions, 2017.  (ISBN 978-2-930659-63-3)
- La Bête a bon dos, essai, José Corti, Biophilia, 2018
- Je vous regarde partir, poésie, L'Arbre à Paroles, 2019
- L'en vert de nos corps, essai, L'Arbre de Diane, 2020
- Le peuple d'ici-bas, Christine Brisset une femme ordinaire, récit, Esperluète, 2022
- Les pieds dans l'herbe, Le vieux jardinier d'Emile Claus, Invenit, 2022
- Ouvrages collectifs :
- Nos mondes sauvages, Invenit, revue n°1 Colères du présent, 2021
- Maisons d’écrivains, Maison Losseau, 2021
- Le cabinet des merveilles, Invenit, 2020
- Le système poétique des éléments, Invenit, 2018
- Le ciel à sa place, Fête de Saint-Georges, Journée mondiale du Livre et du Droit d’Auteur, Mons, 2016
- La poésie habite au 21, poésies policières, Le cactus inébranlable, 2016
- Géodésiques, l'Arbre de Diane, dix rencontres entre science et littérature, 2015

## Récompenses
- 2009 : «Grand prix de la fiction radiophonique de la SGDL» pour La Dernière pierre, Les Grands lunaires / Asbl.
- Prix du documentaire radio SCAM, en 2006
- En 2013, N’en-à-qu’un en Très-Haute Prudence, paru aux éditions du Chemin de fer, a fait partie des cinq ouvrages en lice pour le prix de l’humour noir ainsi que pour le prix Gros Sel, Belgique
- Prix de la meilleure écriture radiophonique remis par la Scam pour Moi, je parle, festival Monophonic, mai 2014
- La Bête a bon dos est sélectionné pour le Grand Prix SGDL de l'essai 2018[5]
- La bête à bon dos fait partie des finalistes pour le Grand prix triennal de littérature belge, en 2022